# Michajlovskij rajon (Territorio del Litorale)
Il Michajlovskij rajon (in russo Миха́йловский райо́н?) è un rajon (distretto) del Territorio del Litorale, nell'estremo oriente russo; il capoluogo è il villaggio (selo) di Michajlovka.
I maggiori agglomerati urbani sono il villaggio di Michajlovka, il capoluogo, e l'insediamento di tipo urbano di Novošachtinskij.